# 김기정 (1956년)
김기정(金基正, 1956년 ~ )은 대한민국의 정치학자이다.
경상남도 통영시 출신으로 경남고등학교와 연세대학교 정치외교학과 학사 과정을 졸업했다. 미국 코네티컷 대학교 대학원에서 정치학과 석사·박사 학위를 취득했고 이화여자대학교에서 정치외교학과 교수로 근무했다. 1994년에는 연세대학교 정치외교학과 교수로 임용되었고 노무현 정부에서는 대통령비서실 정책자문위원, 외교통상부 정책자문위원 등을 역임했다.
2017년에 실시된 대한민국 제19대 대통령 선거에서는 문재인 더불어민주당 후보의 싱크탱크인 정책공간 국민성장에서 연구위원장을 역임했다. 2017년 5월 24일에 문재인 정부의 국가안보실 제2차장으로 임명되었으나 2017년 6월 5일에 과거의 품행 문제로 인하여 청와대로부터 경질당했다.

## 학력
- ~ 1975년 : 경남고등학교
- ~ 1979년 : 연세대학교 정치외교학과 학사
- ~ 1984년 : 코네티컷 대학교 대학원 정치학 석사
- ~ 1989년 : 코네티컷 대학교 대학원 정치학 박사